# Mercedes-Benz W211
La Mercedes-Benz W211 è la terza generazione della Mercedes-Benz Classe E, un'autovettura di fascia alta prodotta dalla casa automobilistica tedesca Mercedes-Benz dal 2002 al 2009.

## Storia e profilo

### Genesi
Il progetto W211, volto alla definizione di quella che sarebbe stata l'erede della Classe E W210, venne avviato già all'inizio del 1998: non si voleva stravolgere le linee del modello W210, che stava raccogliendo consensi ovunque, ma piuttosto basarsi su di esso come esempio per la creazione di una vettura nuova, più moderna, ma stilisticamente legata comunque al precedente modello. Non si voleva strafare neppure dal punto di vista dei motori, mentre il "must" assoluto ed imprescindibile stava nel fattore sicurezza, per il quale si dovevano proporre nuovi contenuti e dispositivi all'avanguardia.
La presentazione ufficiale della nuova vettura si ebbe al Salone dell'automobile di Bruxelles del gennaio 2002. La nuova berlina di segmento E stupì tutti per il fatto di essere riuscita a coniugare presente ed immediato passato con linee assolutamente moderne e contenuti di rilievo.

#### Linea ed interni
Presente e passato si fondevano quindi nella W211 per guardare al futuro del segmento E rappresentato dalla Casa della "stella a tre punte". Le linee generali ricordavano infatti quelle della W210. Il corpo vettura era il classico tre volumi assai elegante tipico delle vetture di Stoccarda, mentre della W210 viene ripreso ed ulteriormente affinato il tema del frontale a doppi fari ellissoidali, in questo caso più eleganti e snelli. Il resto del corpo vettura, invece, è stato reso più elegante da una serie di nervature che impreziosiscono e rendono più moderno i disegni di cofano motore, fiancata e coda. Il padiglione arcuato della W211 era ottenibile a richiesta con un tetto apribile panoramico che andava dalla sommità del parabrezza al lunotto. In questo modo, la vettura, vista dall'alto acquisiva un lookmaggiormente dinamico. La coda non recava più i vecchi gruppi ottici quadrangolari con angoli smussati della W210, ma dei nuovi gruppi ottici triangolari ed avvolgenti, tipici della produzione Mercedes-Benz a cavallo tra i due secoli (ma già introdotti nel 1993 con il lancio della W202).
Gli interni della W211 davano l'impressione di essere a bordo di un altro genere di vettura, meno elevata come classe. Ciò era dovuto alla strana scelta di rendere meno imponente il disegno di alcuni elementi, come per esempio la plancia, comunque elegante e sinuosa. In realtà, la qualità non mancava: i lussuosi inserti in radica erano finemente lavorati, mentre era particolarmente originale il disegno della strumentazione integrata nel cruscotto. Buona l'abitabilità, anche se non al top, mentre l'ottima capienza del bagagliaio da 520 litri poteva essere integrata mediante l'abbattimento del divano posteriore.

#### Struttura e meccanica
Il pianale della W211 era il medesimo di quello utilizzato per la roadster R230 della Classe SL, lanciata l'anno prima. Da quest'ultima erano state ereditate le principali soluzioni tecniche d'avanguardia, come il dispositivo SBC (Sensotronic Brake Control), praticamente un pedale del freno interfacciato direttamente con la centralina, la quale distribuiva in maniera ottimale la forza frenante sui quattro dischi (quelli anteriori erano autoventilanti). Mentre quelli anteriori misuravano 330 mm di diametro, quelli posteriori arrivavano a 300 mm. Erano presenti anche l'ABS ed il Brake Assist.
Per quanto riguardava le sospensioni, la W211 proponeva novità significative all'avantreno, sempre a ruote indipendenti, che consisteva sempre in un quadrilatero alto ma ora ad asse sterzante semivirtuale sdoppiando lo snodo del triangolo inferiore con due bracci separati. Il retrotreno, invece, proponeva il classico schema multilink a 5 bracci. A richiesta, si poteva anche avere il sistema Airmatic Dual Control, praticamente un sistema di sospensioni pneumatiche sulla falsariga di quelle già adottate dalla Classe S W220, ma ulteriormente affinate ed evolute. Tale sistema, di serie nelle versioni più ricche, si avvaleva di una centralina elettronica che gestiva i volumi d'aria all'interno delle camere delle sospensioni, allo scopo di ottimizzare rollio e beccheggio, ed ottenere quindi una tenuta di strada ottimale ed in tutta sicurezza.
Della W210 è stato ripreso anche lo sterzo a cremagliera.

#### Motorizzazioni
Al suo esordio, la W211 è stata proposta in tre motorizzazioni a benzina più due a gasolio, queste ultime di tipo common rail:
- E240, con motore V6 da 2.6 litri e 177 CV;
- E320, con motore V6 da 3.2 litri e 224 CV;
- E500, con motore V8 da 5 litri e 306 CV;
- E220 CDI, con motore turbodiesel da 2.2 litri e 150 CV:
- E270 CDI, con motore turbodiesel da 2.7 litri e 177 CV.

Mentre le motorizzazioni diesel e quella a benzina da 2.6 litri montavano un cambio manuale a 6 marce, le altre due motorizzazioni erano accoppiate ad un cambio automatico a 5 rapporti ed a controllo elettronico, con esclusione del convertitore di coppia.

### Evoluzione

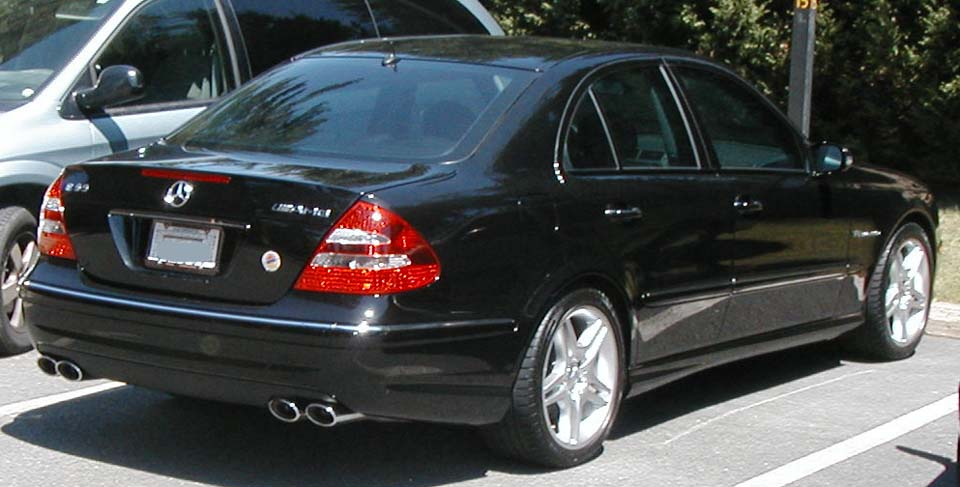
I doppi scarichi gemellati di una E55 AMG

La W211 venne proposta al lancio in tre livelli di allestimento: Classic, Elegance ed Avantgarde, quest'ultima con una taratura più sportiva dell'assetto.
Durante il 2002, la W211 venne proposta solo per il mercato interno anche con un 2.2 turbodiesel common rail da 102 CV e destinata unicamente al trasporto pubblico (taxi).
Già al Salone di Parigi del 2002 venne presentata la versione AMG, di cui furono diffuse le prime foto che ne anticiparono il lookaggressivo. Denominata E55 AMG, questa vettura assai esclusiva (il prezzo al lancio era di 94.560 Euro) tradiva il suo carattere grazie ai suoi cerchi in lega da 18 pollici ed ai minacciosi doppi scarichi gemellati in coda. Il suo propulsore, un possente V8 da 5.4 litri sovralimentato mediante compressore volumetrico, erogava 476 CV di potenza massima.
Sempre alla fine del 2002 era già possibile ordinare la E200 Kompressor, dotata di un 1.8 con compressore volumetrico da 163 CV, e la E320 CDI, mossa da un 3.2 litri turbodiesel common rail da 204 CV. La E320 CDI venne utilizzata nel maggio 2005 dal pilota tedesco Bernd Mayländer durante lo svolgimento del tentativo del record mondiale di durata.
Il 2003 fu l'anno di debutto della versione station wagon, ossia la S211, che sancì il pensionamento della precedente station wagon su base W210. Nello stesso anno venne introdotta anche la E400 CDI, equipaggiata da quello che all'epoca era il più grosso turbodiesel mai montato su una vettura di serie, ossia un V8 da 4 litri e 260 CV di potenza massima. Sempre nel 2003, la E500 V8 venne proposta anche in versione Guard, ossia blindata, la quale arrivava a costare quasi il doppio della E500 V8 normale. Inoltre, entro la fine del 2003, le versioni con motori a benzina V6 e V8 (tranne la E55 AMG) furono proposte anche con trazione integrale 4-Matic.
Nel 2004 la gamma si arricchì ulteriormente con l'arrivo della versione più economica di tutte, ossia la E200 CDI, mossa da una versione depotenziata del 2.2 litri montato sulla E220 CDI. In questo caso il propulsore scendeva da 150 a 122 CV. Lo stesso anno fu introdotta la E200 NGT, con alimentazione bi-fuel benzina-metano. Il motore era lo stesso della E200 Kompressor. Questo modello avrebbe debuttato in Italia solo l'anno dopo.
All'inizio del 2005, la E270 CDI venne sostituita dalla E280 CDI, equipaggiata dallo stesso motore della E320 CDI, ma depotenziato in modo da erogare 177 CV di potenza massima. Sempre nel 2005 debuttò la E280 a benzina, mossa da un 3 litri della potenza di 231 CV. Tale versione sostituì la E320, rispetto alla quale spuntava prestazioni migliori. Ed ancora nel 2005, vi fu il lancio della E350, che andava a colmare il vuoto tra la E280 e la E500, grazie al suo V6 da 3.5 litri capace di sviluppare 272 CV. Sia la E280 che la E350 furono proposte anche in versione 4-Matic. Ma le novità per il 2005 non finirono qui: la E400 CDI venne infatti sostituita dalla E420 CDI che differiva dal modello precedente per le migliori prestazioni del suo 4 litri turbodiesel, ora portato a 314 CV. Inoltre, la E280 CDI venne affiancata dalla E280 CDI V6, spinta da un nuovo V6 turbodiesel common rail da 3 litri e 190 CV.

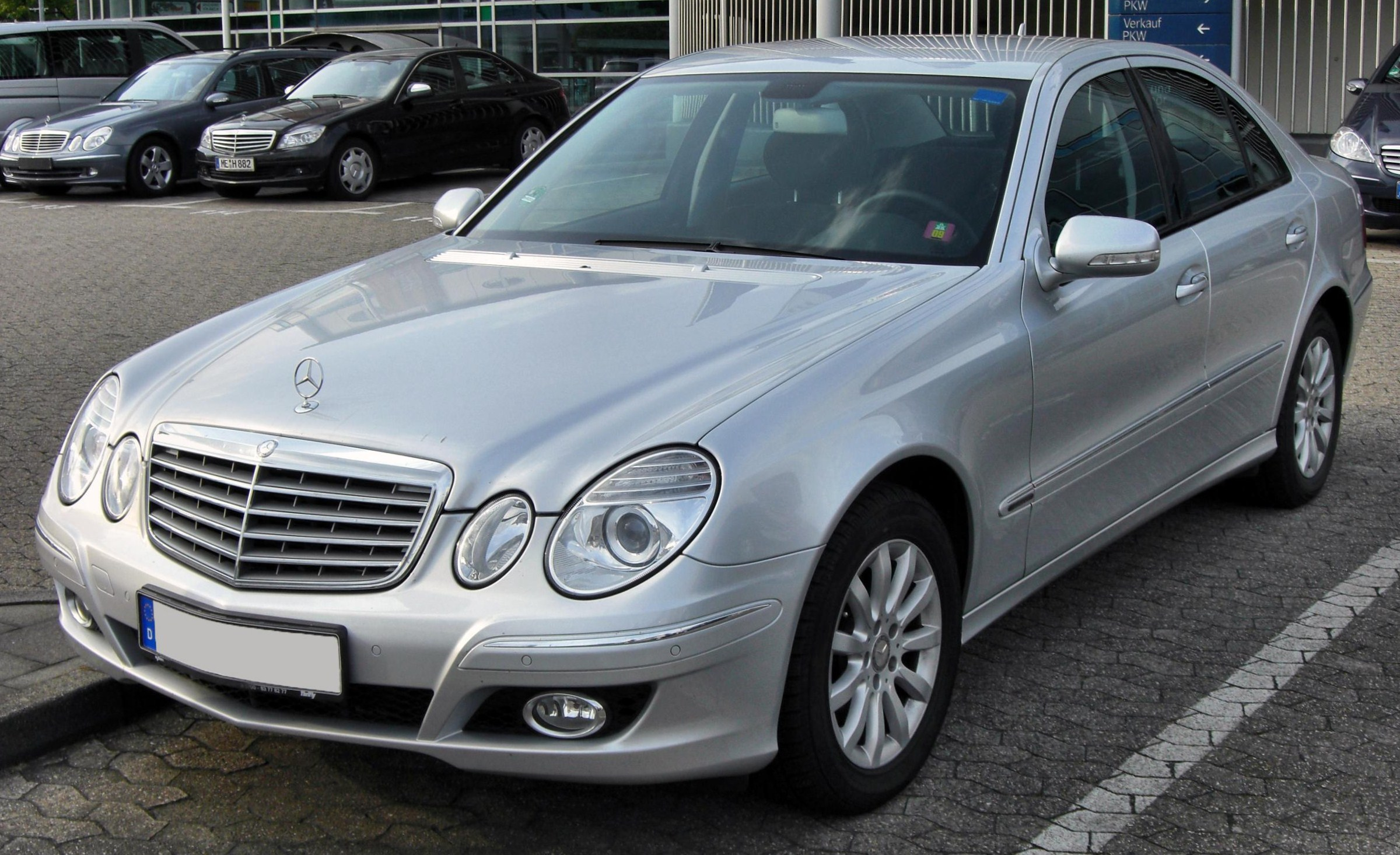
Il nuovo frontale della W211 post-restyling

Nel maggio del 2006 vi fu il restyling di mezza età: fino a quel momento, in un certo lotto di vetture si sono verificati problemi di affidabilità del sistema SBC ed altri problemi relativi soprattutto all'impianto di climatizzazione ed alla pompa del gasolio per le versioni diesel. L'aggiornamento del 2006 fu votato alla cancellazione di tali inconvenienti ed anzi all'ottimizzazione dei dispositivi interessati. Inoltre, venne introdotto il sistema Pre-Safe, già inaugurato nel 2002 sulla più grande e lussuosa W220. Tale sistema, per mezzo di appositi sensori, avverte l'imminenza di un impatto ed allerta tutti i dispositivi di sicurezza passiva (airbag, cinture, ecc.) in modo che si preparino a fornire la massima protezione possibile agli occupanti. Fu installato inoltre un dispositivo di gestione "intelligente" del fascio luminoso dei fari, mentre lo sterzo a cremagliera, troppo poco diretto, venne integrato con il Direct Control Package, che ottimizzava la risposta dello sterzo stesso.
Per quanto riguardava l'estetica, la W211 ricevette un nuovo paraurti anteriore ridisegnato, così come ridisegnate furono le plastiche dei gruppi ottici posteriori.
Per quanto riguardava i motori, vi furono sostanziosi incrementi prestazionali a quasi tutte le motorizzazioni diesel, mentre sul fronte benzina, le migliorie riguardarono soprattutto i motori a 4 cilindri ed i motori V8. Il 2 litri sovralimentato passò da 163 a 184 CV (tranne la versione bi-fuel NGT, rimasta invariata), mentre la E500 pensionò il 5 litri da 306 CV a favore di un nuovo 5.5 litri da 388 CV. La E55 AMG venne sostituita dalla E63 AMG, equipaggiata dal nuovo V8 da 6.2 litri, questa volta aspirato, ma in grado di erogare 514 CV di potenza massima.
In definitiva, la nuova gamma W211 si presentò come segue:
- E200 Kompressor, con motore 1.8 sovralimentato da compressore volumetrico e 184 CV;
- E200 NGT, con motore 1.8 bi-fuel benzina-metano, compressore volumetrico e 163 CV;
- E280, con motore V6 da 3 litri e 231 CV;
- E350, con motore V6 da 3.5 litri e 272 CV;
- E500, con motore V8 da 5.5 litri e 388 cv;
- E63 AMG, con motore V8 da 6.2 litri e 514 CV;
- E200 CDI, con motore turbodiesel da 2 litri e 136 CV;
- E220 CDI, con motore turbodiesel da 2.2 litri e 170 CV;
- E280 CDI, con motore V6 turbodiesel da 3 litri e 190 CV;
- E320 CDI, con motore V6 turbodiesel da 3 litri e 224 CV;
- E420 CDI, con motore V8 turbodiesel da 4 litri e 314 CV.

I motori a benzina V6 e V8 continuarono ad essere proposti anche con trazione integrale 4-Matic, ma con il restyling anche i V6 a gasolio poterono usufruire della trazione sui due assi. In questo caso, tutti questi motori mantenevano il consueto cambio automatico a 5 rapporti, mentre le stesse motorizzazioni, ma a trazione posteriore, montavano un nuovo cambio automatico a 7 rapporti, il 7G-Tronic. Questo cambio venne infine adottato anche dalla E420 CDI. Per quanto riguardava gli allestimenti, agli originari tre livelli se ne aggiunse un quarto, denominato Avantgarde Sport, più ricco del livello Avantgarde normale.
Nel 2007 non vi furono novità di rilievo, salvo l'ingresso in listino della E63 AMG V-Max, con limitatore di velocità spostato da 250 a 300 km/h. Nel 2008 vi fu invece l'introduzione della E300 CDI BlueTec, equipaggiata dallo stesso 3 litri turbodiesel common rail dei modelli E280 CDI ed E320 CDI, ma con potenza di 211 CV ed una serie di accorgimenti volti all'abbattimento degli ossidi di azoto.

#### La S211

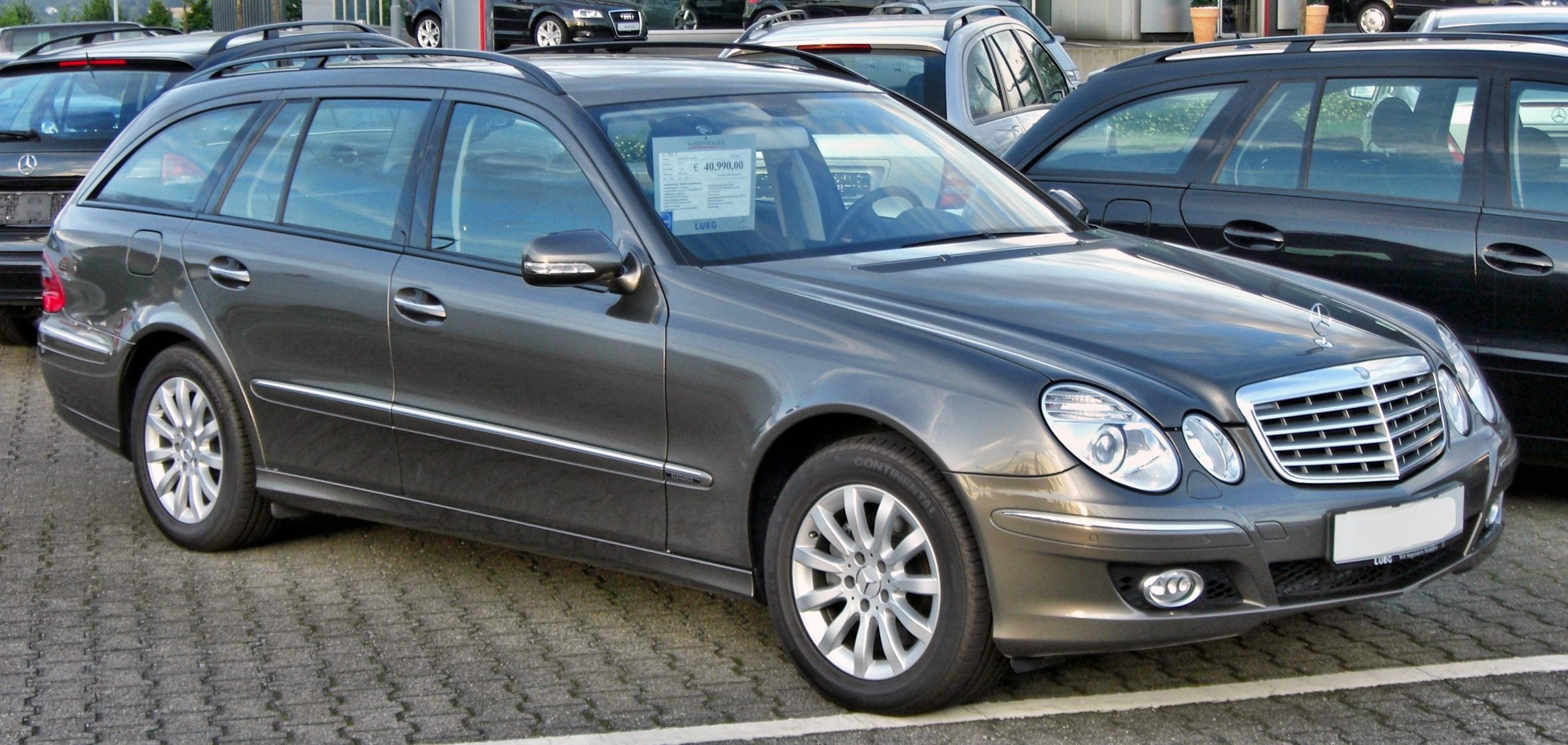
Una S211, ossia la station wagon derivata dalla W211

Nel marzo del 2003 viene lanciata la station wagon su base W211, ossia la S211. Grande pressappoco come la precedente Classe E station wagon, la S211 ne riprendeva la filosofia progettuale, ma con linee più moderne. La parte più caratterizzante era comunque, come sempre, quella posteriore, dove l'ultimo montante appariva massiccio e nello stesso tempo sinuoso, poiché andava a raccordarsi armoniosamente con il tetto. Internamente, lo spazio regna sovrano, soprattutto nel vano bagagli, che in configurazione normale già arrivava a 690 litri, ampliabili a 1.990 abbattendo lo schienale posteriore. La battuta del portellone del bagagliaio tagliava parzialmente il paraurti posteriore per poter ottenere una soglia di accesso bassa, così da rendere più agevoli le operazioni di carico e scarico. A richiesta era possibile avere un piano di carico scorrevole per facilitare ulteriormente il carico di oggetti ingombranti e/o pesanti.
Telaisticamente, la sola differenza tra la berlina e la SW era rappresentata dal regolatore di livello del retrotreno, un dispositivo di tipo pneumatico che adatta automaticamente l'altezza da terra della parte posteriore della vettura in funzione del carico.
Le motorizzazioni d'esordio ricalcavano in gran parte quelle della berlina: mancavano solo il 2.2 litri da 122 CV, i motori V8 e la versione AMG, che sarebbero arrivate solo qualche mese dopo, con l'eccezione del V8 turbodisel da 4 litri, mai proposto sulla SW. Un'altra motorizzazione che non venne utilizzata nella S211 fu il 1.8 bi-fuel sovralimentato.
Di lì in avanti, la SW avrebbe subito le stesse evoluzioni della berlina, compreso il restyling, che ancora una volta non avrebbe portato il 4 litri turbodiesel in listino, né tanto meno il 1.8 bi-fuel, e neppure il 2.2 litri turbodiesel da 136 CV.

### Fine produzione
Nel marzo del 2009, la berlina venne sostituita dalla nuova W212, più raffinata e moderna, mentre la versione SW rimase in listino ancora per qualche mese, fino al settembre dello stesso anno, quando anch'essa verrà rimpiazzata dal nuovo modello, siglato S212. In totale vennero prodotti circa 1.8 milioni di esemplari di W211/S211.

## Riepilogo caratteristiche
Di seguito vengono mostrate le caratteristiche delle varie versioni previste per le berline e le station wagon della serie W211/S211. I prezzi sono espressi in Euro e si riferiscono ai livelli di allestimento meno costoso ed al momento del debutto nel mercato italiano.
| Mercedes-Benz W211 (2002-2009) |             |              |                                 |                |                |                |                    |                    |              |                     |                    |                      |                    |                           |
| Modello                        | Carrozzeria | Sigla telaio | Motore                          | Cilindrata cm³ | Potenza CV/rpm | Coppia Nm/rpm  | Cambio/ N°rapporti | Massa a vuoto (kg) | Velocità max | Acceler. 0–100 km/h | Consumo (l/100 km) | Emissioni CO2 (g/km) | Anni di produzione | Prezzo al debutto in Euro |
| Versioni a benzina             |             |              |                                 |                |                |                |                    |                    |              |                     |                    |                      |                    |                           |
| E200 Kompressor                | berlina     | 211.042      | M271E18ML (271.941)             | 1796           | 163/5500       | 240/ 3000-4000 | M/6                | 1.470              | 230          | 9"6                 | 8.4                | 195                  | 2003-06            | 38.531                    |
| E200 Kompressor                | SW          | 211.242      | M271E18ML (271.941)             | 1796           | 163/5500       | 240/ 3000-4000 | M/6                | 1.570              | 220          | 10"1                | 9.1                | 212                  | 2003-06            | 43.731                    |
| E200 Kompressor                | berlina     | 211.041      | M271E18ML (271.956)             | 1796           | 184/5500       | 250/ 3500-4000 | M/6                | 1.505              | 236          | 9"1                 | 8.2                | 195                  | 2006-09            | 41.393                    |
| E200 Kompressor                | SW          | 211.241      | M271E18ML (271.956)             | 1796           | 184/5500       | 250/ 3500-4000 | M/6                | 1.645              | 225          | 9"5                 | 8.9                | 212                  | 2006-09            | 44.213                    |
| E200 NGT                       | berlina     | 211.042      | M271E18ML NGT (271.941 NGT)     | 1796           | 163/5500       | 240/ 3000-4000 | AS/5               | 1.690              | 227          | 10"7                | 9                  | 168                  | 2004-08            | 45.741                    |
| E240 V6                        | berlina     | 211.061      | M112E26 (112.913)               | 2597           | 177/5700       | 240/4500       | M/6                | 1.495              | 236          | 8"9                 | 10.7               | -                    | 2002-05            | 40.290                    |
| E240 V6                        | SW          | 211.261      | M112E26 (112.913)               | 2597           | 177/5700       | 240/4500       | M/6                | 1.605              | 219          | 9"5                 | 11.2               | -                    | 2003-05            | 40.630                    |
| E240 V6 4-Matic                | berlina     | 211.080      | M112E26 (112.917)               | 2597           | 177/5700       | 240/4500       | A/5                | 1.590              | 227          | 9"9                 | 10.6               | -                    | 2003-05            | 45.808                    |
| E240 V6 4-Matic                | SW          | 211.280      | M112E26 (112.917)               | 2597           | 177/5700       | 240/4500       | A/5                | 1.700              | 220          | 11"                 | 11.1               | -                    | 2003-05            | 48.627                    |
| E280 V6                        | berlina     | 211.054      | M272E30 (272.943)               | 2996           | 231/6000       | 300/ 2500-5000 | M/6                | 1.575              | 250          | 7"3                 | 9.6                | 222                  | 2005-09            | 43.213                    |
| E280 V6                        | SW          | 211.254      | M272E30 (272.943)               | 2996           | 231/6000       | 300/ 2500-5000 | M/6                | 1.710              | 246          | 8"1                 | 9.6                | 229                  | 2005-09            | 46.033                    |
| E280 V6 4-Matic                | berlina     | 211.092      | M272E30 (272.944)               | 2996           | 231/6000       | 300/ 2500-5000 | A/5                | 1.670              | 240          | 8"5                 | 10                 | 237                  | 2005-09            | 47.810                    |
| E280 V6 4-Matic                | SW          | 211.292      | M272E30 (272.944)               | 2996           | 231/6000       | 300/ 2500-5000 | A/5                | 1.885              | 232          | 8"3                 | 10.3               | 246                  | 2005-09            | 50.630                    |
| E320 V6                        | berlina     | 211.065      | M112E32 (112.949)               | 3199           | 224/5600       | 315/ 3000-4800 | A/5                | 1.570              | 245          | 7"7                 | 10                 | -                    | 2002-05            | 47.820                    |
| E320 V6                        | SW          | 211.265      | M112E32 (112.949)               | 3199           | 224/5600       | 315/ 3000-4800 | A/5                | 1.710              | 233          | 8"5                 | 10.6               | -                    | 2003-05            | 51.541                    |
| E320 V6 4-Matic                | berlina     | 211.082      | M112E32 (112.954)               | 3199           | 224/5600       | 315/ 3000-4800 | A/5                | 1.665              | 244          | 7"9                 | 10.3               | -                    | 2003-05            | 51.241                    |
| E320 V6 4-Matic                | SW          | 211.282      | M112E32 (112.954)               | 3199           | 224/5600       | 315/ 3000-4800 | A/5                | 1.805              | 233          | 8"5                 | 10.6               | -                    | 2003-05            | 54.061                    |
| E350 V6                        | berlina     | 211.056      | M272E35 (272.964)               | 3498           | 272/6000       | 350/ 2400-5500 | A/5                | 1.605              | 250          | 6"9                 | 9.7                | 231                  | 2005-06            | 51.131                    |
| E350 V6                        | SW          | 211.256      | M272E35 (272.964)               | 3498           | 272/6000       | 350/ 2400-5500 | A/5                | 1.735              | 245          | 7"1                 | 9.9                | 236                  | 2005-06            | 53.951                    |
| E350 V6                        | berlina     | 211.056      | M272E35 (272.964)               | 3498           | 272/6000       | 350/ 2400-5500 | A/7                | 1.615              | 250          | 6"9                 | 9.7                | 231                  | 2006-09            | 57.649                    |
| E350 V6                        | SW          | 211.256      | M272E35 (272.964)               | 3498           | 272/6000       | 350/ 2400-5500 | A/7                | 1.745              | 250          | 7"1                 | 9.9                | 236                  | 2006-09            | 60.649                    |
| E350 V6 4-Matic                | berlina     | 211.087      | M272E35 (272.972)               | 3498           | 272/6000       | 350/ 2400-5500 | A/5                | 1.700              | 250          | 7"1                 | 10.4               | 247                  | 2005-09            | 53.181                    |
| E350 V6 4-Matic                | SW          | 211.287      | M272E35 (272.972)               | 3498           | 272/6000       | 350/ 2400-5500 | A/5                | 1.830              | 245          | 7"4                 | 10.4               | 253                  | 2005-09            | 55.991                    |
| E500 V8                        | berlina     | 211.070      | M113E50 (113.967)               | 4966           | 306/5600       | 460/ 2700-4250 | A/5                | 1.650              | 250          | 6"1                 | 11.5               | 258                  | 2002-06            | 66.170                    |
| E500 V8                        | SW          | 211.270      | M113E50 (113.967)               | 4966           | 306/5600       | 460/ 2700-4250 | A/5                | 1.850              | 250          | 6"9                 | 12.3               | 276                  | 2003-06            | 69.891                    |
| E500 V8                        | berlina     | 211.072      | M273E55 (273.960)               | 5461           | 388/6000       | 530/ 2800-4800 | A/7                | 1.710              | 250          | 5"3                 | 11.5               | 273                  | 2006-09            | 76.069                    |
| E500 V8                        | SW          | 211.272      | M273E55 (273.960)               | 5461           | 388/6000       | 530/ 2800-4800 | A/7                | 1.820              | 250          | 5"4                 | 11.8               | 280                  | 2006-09            | 78.889                    |
| E500 V8 4-Matic                | berlina     | 211.083      | M113E50 (113.969)               | 4966           | 306/5600       | 460/ 2700-4250 | A/5                | 1.730              | 250          | 6"3                 | 11.9               | 285                  | 2005-06            | 71.691                    |
| E500 V8 4-Matic                | SW          | 211.283      | M113E50 (113.969)               | 4966           | 306/5600       | 460/ 2700-4250 | A/5                | 1.870              | 250          | 6"8                 | 12.3               | 296                  | 2005-06            | 74.511                    |
| E500 V8 4-Matic                | berlina     | 211.090      | M273E55 (273.960)               | 5461           | 388/6000       | 530/ 2800-4800 | A/5                | 1.805              | 250          | 5"5                 | 12.3               | 293                  | 2006-09            | 78.469                    |
| E500 V8 4-Matic                | SW          | 211.290      | M273E55 (273.960)               | 5461           | 388/6000       | 530/ 2800-4800 | A/5                | 1.915              | 250          | 5"7                 | 12.6               | 300                  | 2006-09            | 81.289                    |
| E55 AMG Kompressor             | berlina     | 211.076      | M113E55ML (113.990)             | 5439           | 476/6100       | 700/ 2650-4500 | A/5                | 1.760              | 250          | 4"7                 | 14.3               | 310                  | 2003-06            | 94.560                    |
| E55 AMG Kompressor             | SW          | 211.276      | M113E55ML (113.990)             | 5439           | 476/6100       | 700/ 2650-4500 | A/5                | 1.900              | 250          | 5"                  | 14.5               | 326                  | 2003-06            | 98.791                    |
| E63 AMG                        | berlina     | 211.077      | M156E63 (156.983)               | 6208           | 514/6800       | 630/5200       | A/7                | 1.765              | 250          | 4"5                 | 14.3               | 341                  | 2006-09            | 102.631                   |
| E63 AMG                        | SW          | 211.277      | M156E63 (156.983)               | 6208           | 514/6800       | 630/5200       | A/7                | 1.880              | 250          | 4"6                 | 14.5               | 345                  | 2006-09            | 105.451                   |
| Versioni diesel                |             |              |                                 |                |                |                |                    |                    |              |                     |                    |                      |                    |                           |
| E200 CDI                       | berlina     | 211.004      | OM646DE22LA red. (646.951)      | 2148           | 122/4200       | 270/1400-2800  | M/6                | 1.525              | 205          | 12"1                | 6                  | 162                  | 2003-06            | 36.500                    |
| E200 CDI                       | berlina     | 211.007      | OM646DE22LA EVO red. (646.820)  | 2148           | 136/3800       | 340/2000       | M/6                | 1.540              | 214          | 9"9                 | 6.3                | 167                  | 2006-09            | 39.691                    |
| E220 CDI                       | berlina     | 211.006      | OM646DE22LA (646.961)           | 2148           | 150/4200       | 340/2000       | M/6                | 1.535              | 216          | 10"1                | 6.3                | 162                  | 2002-06            | 39.100                    |
| E220 CDI                       | SW          | 211.206      | OM646DE22LA (646.961)           | 2148           | 150/4200       | 340/2000       | M/6                | 1.710              | 208          | 10"6                | 6.9                | 183                  | 2003-06            | 41.920                    |
| E220 CDI                       | berlina     | 211.008      | OM646DE22LA EVO (646.821)       | 2148           | 170/3800       | 400/2000       | M/6                | 1.540              | 227          | 8"4                 | 6.3                | 167                  | 2006-09            | 42.271                    |
| E220 CDI                       | SW          | 211.208      | OM646DE22LA EVO (646.821)       | 2148           | 170/3800       | 400/2000       | M/6                | 1.710              | 218          | 9"1                 | 7.1                | 188                  | 2006-09            | 45.091                    |
| E270 CDI                       | berlina     | 211.016      | OM647DE27LA (647.961)           | 2685           | 177/4200       | 400/1800       | M/6                | 1.590              | 230          | 9"                  | 6.5                | 172                  | 2002-05            | 41.160                    |
| E270 CDI                       | SW          | 211.216      | OM647DE27LA (647.961)           | 2685           | 177/4200       | 400/1800       | M/6                | 1.755              | 223          | 9"3                 | 7.1                | 188                  | 2003-05            | 44.740                    |
| E280 CDI                       | berlina     | 211.023      | OM648DE32LA red. (648.961 red.) | 3222           | 177/4200       | 425/1800       | A/5                | 1.605              | 228          | 9"2                 | 7.3                | 194                  | 2005-06            | 46.931                    |
| E280 CDI                       | SW          | 211.223      | OM648DE32LA red. (648.961 red.) | 3222           | 177/4200       | 425/1800       | A/5                | 1.810              | 220          | 9"3                 | 7.6                | 201                  | 2005-06            | 49.751                    |
| E280 V6 CDI                    | berlina     | 211.020      | OM642DE30LA red. (642.920 red.) | 2987           | 190/4000       | 400/1400       | M/6                | 1.584              | 241          | 8"6                 | 6.9                | 183                  | 2005-09            | 44.129                    |
| E280 V6 CDI                    | SW          | 211.220      | OM642DE30LA red. (642.920 red.) | 2987           | 190/4000       | 400/1400       | M/6                | 1.780              | 231          | 9"1                 | 7.2                | 191                  | 2005-09            | 46.949                    |
| E280 V6 CDI 4-Matic            | berlina     | 211.084      | OM642DE30LA (642.921 red.)      | 2987           | 190/4000       | 440/1400       | A/5                | 1.665              | 234          | 8"2                 | 7.8                | 207                  | 2006-09            | 50.063                    |
| E280 V6 CDI 4-Matic            | SW          | 211.284      | OM642DE30LA (642.921 red.)      | 2987           | 190/4000       | 440/1400       | A/5                | 1.890              | 226          | 9"                  | 8.2                | 218                  | 2006-09            | 52.883                    |
| E320 CDI                       | berlina     | 211.026      | OM648DE32LA (648.961)           | 3222           | 204/4200       | 500/1800       | A/5                | 1.605              | 243          | 7"5                 | 6.9                | 183                  | 2003-06            | 49.691                    |
| E320 CDI                       | SW          | 211.226      | OM648DE32LA (648.961)           | 3222           | 204/4200       | 500/1800       | A/5                | 1.810              | 234          | 8"2                 | 7.3                | 194                  | 2003-06            | 50.680                    |
| E320 V6 CDI                    | berlina     | 211.022      | OM642DE30LA (642.920)           | 2987           | 224/3800       | 540/1600       | A/7                | 1.665              | 250          | 6"8                 | 7.3                | 194                  | 2005-09            | 50.591                    |
| E320 V6 CDI                    | SW          | 211.222      | OM642DE30LA (642.920)           | 2987           | 224/3800       | 540/1600       | A/7                | 1.810              | 240          | 7"3                 | 7.6                | 202                  | 2005-09            | 53.411                    |
| E320 V6 CDI 4-Matic            | berlina     | 211.089      | OM642DE30LA (642.921)           | 2987           | 224/3800       | 510/1600       | A/5                | 1.770              | 244          | 7"4                 | 7.9                | 210                  | 2006-09            | 56.603                    |
| E320 V6 CDI 4-Matic            | SW          | 211.289      | OM642DE30LA (642.921)           | 2987           | 224/3800       | 510/1600       | A/5                | 1.905              | 236          | 8"1                 | 8.3                | 220                  | 2006-09            | 59.423                    |
| E400 CDI                       | berlina     | 211.028      | OM628DE40LA (628.961)           | 3996           | 260/4000       | 560/ 1700-2600 | A/5                | 1.760              | 250          | 6"9                 | 9.4                | 247                  | 2003-06            | 67.721                    |
| E420 CDI                       | berlina     | 211.029      | OM628DE40LA (629.910)           | 3996           | 314/3600       | 730/2200       | A/7                | 1.835              | 250          | 6"1                 | 9.3                | 246                  | 2006-09            | 68.886                    |